# Octavian Paler
Octavian Paler (2 de julio de 1926 - 7 de mayo de 2007) fue un escritor, periodista rumano, político en la Rumanía Comunista, y activista de la sociedad civil después de la Revolución rumana de 1989.

## Biografía
Octavian Paler nació en Brasov, Condado de Brasov.
Fue educado en la Escuela Secundaria Spiru Haret en Bucarest. En el verano de 1944, justo una semana antes de graduarse en el 7° grado, se vio obligado a abandonar la escuela a causa de una discusión con su tío y el profesor de la escuela Spiru Haret – George Șerban. Octavian Paler pasó a la escuela secundaria Radu Negru en Făgăraş, donde studió literatura para su examen final. Se graduó en 1945 con honores y excelentes resultados en filosofía, Latín y Griego. Se sentó el examen final en Sibiu en el mismo año.
Octavian Paler estudió Filosofía y Derecho en la Universidad de Bucarest.
Murió de un ataque al corazón el 7 de mayo de 2007 a la edad de 80 años. Fue enterrado con honores militares en el cementerio Sfânta Vineri.

## Actividad política
Octavian Paler fue miembro suplente en el Comité Central del Partido Comunista Rumano de 1974 a 1979, y miembro de la Gran Asamblea Nacional por la circunscripción de Vaslui, de 1980 a 1985. Sin embargo, fue perseguido por la Agencia de Servicio secreto rumano, la Securitate, debido a sus opiniones prooccidentales y críticas del Partido Comunista Rumano, incluyendo Nicolae Ceauşescu. No se le permitió salir de su casa y sufrió restricciones en su obra artística.
Después de la caída de Nicolae Ceauşescu en 1989, Octavian Paler continuó su actividad anticomunista como miembro fundador del Grupo del Diálogo Social (Grupul de Dialog Social), junto con Ana Blandiana y Gabriel Liiceanu entre otros. Durante sus últimos años fue un crítico fuerte de los políticos rumanos y la política.

## Periodismo
La mayor parte de su carrera se ha desarrollado durante el régimen comunista, como vicepresidente  Radio Rumana y Compañía de TV de 1965 a 1970, y el presidente del Consejo de Periodistas Rumanos en 1976. Trabajó como redactor mayor en el  influyente periódico România Liberă de 1970 a 1983.
Después de 1989, Octavian Paler recibió reconocimiento público por su trabajo periodístico y el activismo político y fue nombrado editor jefe de România Liberă. También ha publicado con Cotidianul y Ziua, y ha hecho apariciones en la Televisión Pública discusiones políticas y morales.

## Trivia
Octavian Paler entró 93.º en una encuesta conducida por Televisión Rumana para encontrar a los "Rumanos más grandes de todos los tiempos" en 2006.
- Datos: Q348790